# Frontière entre la Pologne et la Tchéquie
La frontière entre la Pologne et la Tchéquie est la frontière internationale séparant ces deux pays, membres de l'Union européenne. C'est l'une des frontières intérieures de l'espace Schengen. 

## Tracé
La frontière suit un axe nord-ouest-sud-est dans des paysages essentiellement de montagnes et de collines et ne s'appuyant d'aucun cours d'eau majeur. Elle est délimitée par de nombreuses bornes frontières.
Au nord-ouest, elle démarre au tripoint entre l'Allemagne, la Pologne et la Tchéquie sur la rive droite de la Neisse. Elle délimite au sud et à l'est la gmina de Bogatynia qui forme un corridor en Pologne. Elle suit ensuite les Sudètes en passant par certains de ses sommets dont le Sniejka, point culminant de la Tchéquie. Elle franchit ensuite l'Oder puis rejoint les Beskides avant de se terminer au tripoint entre la Slovaquie, la Pologne et la Tchéquie au bout de 658 kilomètres.

## Histoire
Jusqu'au 1er janvier 1993 et l'indépendance de la Tchéquie, la frontière marquait la limite entre la Pologne et la Tchécoslovaquie. Le 8 avril 2011, un traité est signé entre les deux pays, dernière modification du tracé de la frontière par le transfert de terrains de 365 hectares de superficie entre la Tchéquie au profit de la Pologne.
Depuis leur adhésion conjointe à l'Union européenne le 1er mai 2004, elle constitue une frontière intérieure de l’Union européenne. 

## Franchissement

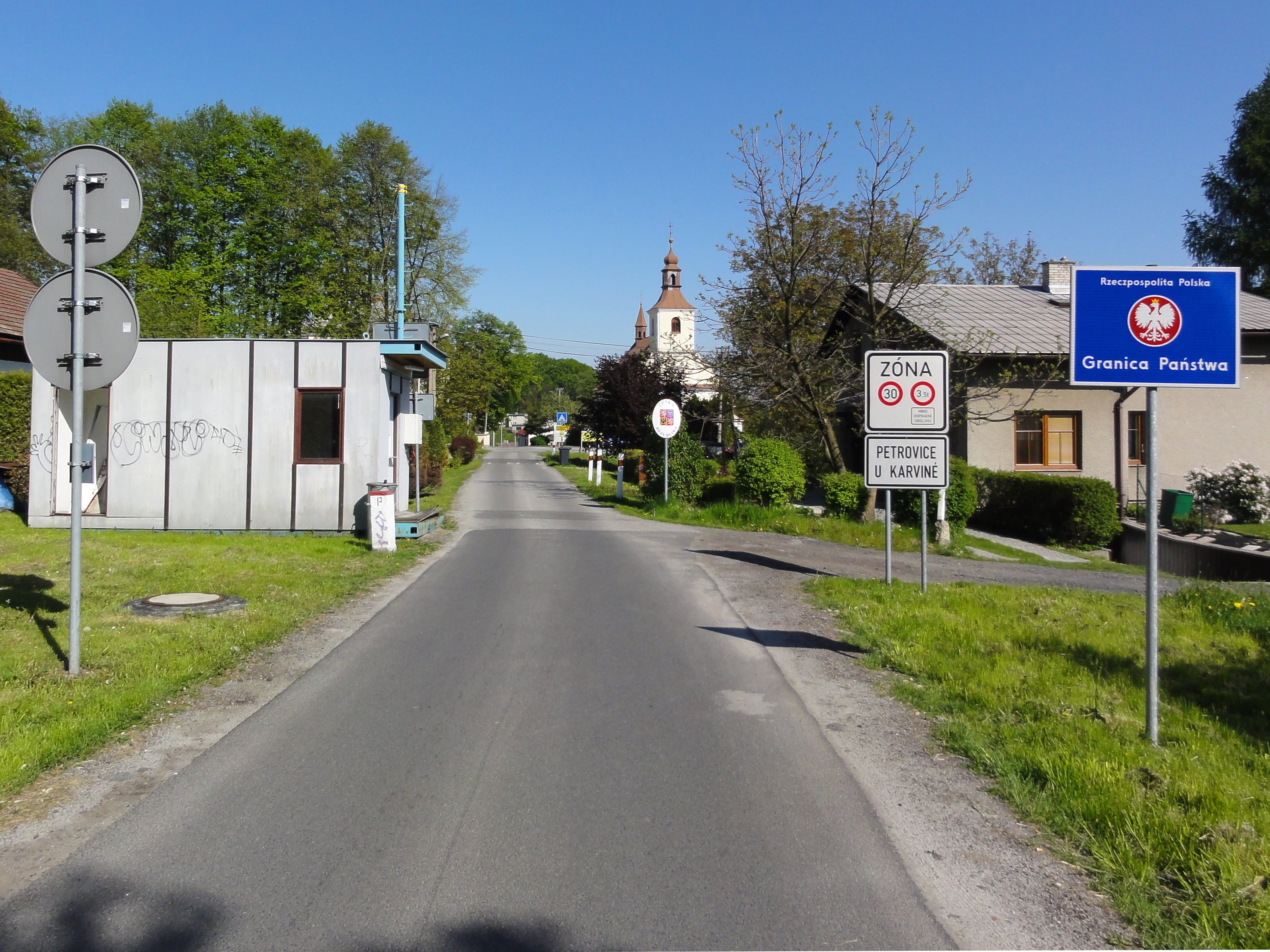
Poste-frontière à Skrbeńsko (Pologne) et Petrovice u Karviné (Tchéquie). Devant la guérite douanière se trouve une borne frontière.

Depuis au moins le 21 décembre 2007 et la mise en œuvre conjointe de l'entrée dans l'espace Schengen des deux pays, la frontière est librement franchissable selon les termes définis par la convention.

### Points de passage ferroviaires
Selon le tracé actuel de la frontière, il y a sept points de passages ferroviaires entre la Pologne et la Tchéquie.
| Code UIC | Ligne de Pologne                  | Gare de Pologne | Ligne de Tchéquie                   | Gare de Tchéquie   | Remarques                   |
| -------- | --------------------------------- | --------------- | ----------------------------------- | ------------------ | --------------------------- |
| 820      | 344 Ligne de Wilka à Zawidów (pl) | Zawidów         | 037 Ligne de Liberec à Zawidów (de) | Frýdlant v Čechách | Voie unique non électrifiée |